# فريتز بيرلز
فريدريك سالمون بيرلز (8 يوليو 1893 – 14 مارس 1970) (بالإنجليزية: Frederick Salomon Perls)، المعروف باسم فريتز بيرلز، هو عالم نفس ألماني. يعتبر صاحب نظرية الإرشاد والعلاج النفسي الجشطالتي (Gestalt therapy).

## حياته
ولد في برلين عام 1893 من أسرة يهودية فقيرة، وحصل على شهادة الطب العام سنة 1920، وقد منح الدكتوراه الفخرية من لوس أنجلوس عام 1950. عمل مديرا للمكتب الطبي في الجيش الألماني خلال الحرب العالمية الأولى، وعمل مساعدا لجولدشتاين. ثم درس في معاهد التحليل النفسي في فينا، وذهب عام 1934 إلى جوهانسبرغ ومكث فيها حتى عام 1946، أسس خلالها معهدا للتحليل النفسي في جوهانسبرغ ثم غادرها إلى الولايات المتحدة الأمريكية واستقر في مدينة نيويورك مدة عشر سنوات، التقى خلالها بالعالم بول جودمان حيث عاصر التمييز العنصري هناك وأسس مع زوجته (لورا) معهد نيويورك للعلاج الجشطالتي عام 1952، وقد انتقل عام 1964 إلى ولاية كاليفورنيا وأسس فيها معهد ايسالن.
توفي عام 1970 في الفترة التي كان يجهز خلالها لتأسيس مؤسسة جشطالتية في جزيرة فانكوفر.
وقد تأثر بيرلز بكل من جولدشتاين بالتحليل النفسي، كما تأثر بفرويد ويونج وأدلر وكارين هورني، كما أنه بدأ حياته في التحليل النفسي وتأثر بالفرويدية وبالفلسفة الوجودية وأخذ من الجشطالتية مصطلحاتها متأثرا بكافكا وكوهلر وكورت ليفين وفرتنماير، كما تأثر بالفلسفات الشرقية التي كان لها دور في فلسفته، وقد ألّف بيرلز خلال هذه الفترة مجموعة من المؤلفات نشر منها أربعة خلال حياته وتوفي وهو يعد كتابين أحدهما في النظرية والآخر في التطبيق العملي، وقد قام بنشرها بعد وفاته عالم النفس الأمريكي «روبرت سبيتزر».

## روابط خارجية
- فريتز بيرلز على موقع الموسوعة البريطانية (الإنجليزية)

- A Life Chronology, by Frederick Perls
- Frederick Perls: A Son's Reflections, by Stephen Perls
- Growing Up Rugged: Fritz Perls and Gestalt Therapy by National Book Award winner Ernest Becker. Delivered as a talk shortly after Perls's death in 1970.
- Obituary in the New York Times
- Psychiatry in a New Key from the Unpublished Manuscripts of Fritz Perls
- Finding Self Through Gestalt Therapy, a transcript of a talk given at the Cooper Union by Frederick Perls in 1957
- Planned Psychotherapy by Frederick Perls. A talk given in the late 1940s at the William Alanson White Institute in New York City, "Planned Psychotherapy" predates the articulation of Gestalt therapy by a few years. Perls discusses in detail his developing use of focusing on the "here and now."
- Fritz Perls: Gestalt Therapy A nearly forgotten interview with Fritz Perls (the co-founder of Gestalt Therapy) by Adelaide Bry